# Broadway Theatre

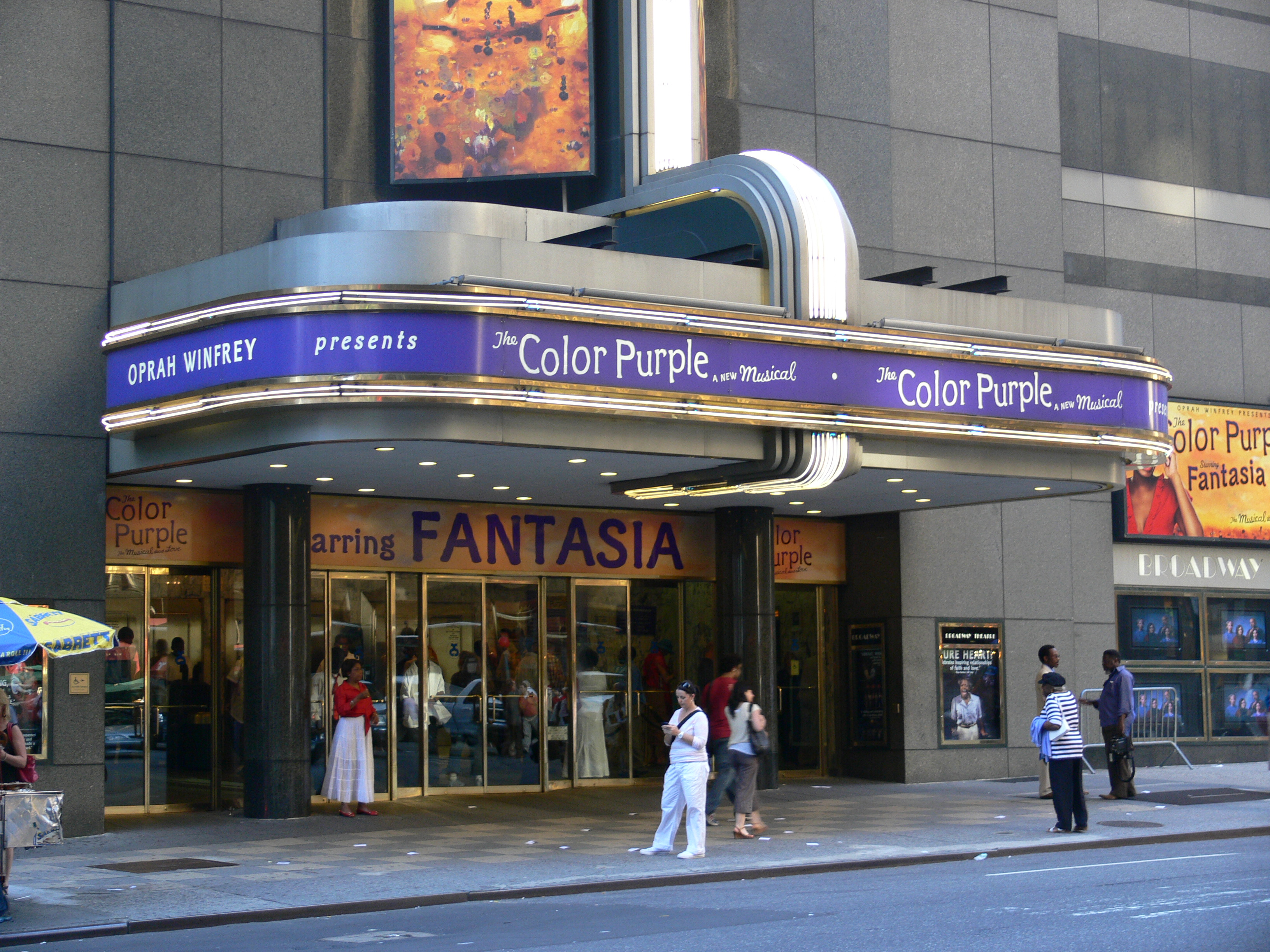
Vchod do divadla

The Broadway Theatre je divadlo na Broadwayi v New Yorku. Architekt Eugene DeRosa postavil divadlo pro Benjamina S. Mosse, který ho otevřel na Štědrý den 1924 jako B. S. Moss' Colony Theatre (Mossovo koloniální divadlo) a uváděl v něm komedie a promítal filmy. Později se divadlo přejmenovalo, název Broadway Theatre neslo poprvé ve formě B. S. Moss' Broadway Theatre, jméno vlastníka však z názvu zmizelo 8. prosince 1930. V roce 1937 bylo krátce zváno Ciné Roma a uvádělo italské filmy. V roce 1939 divadlo koupili sourozenci Schubertovi. V letech 1956 a 1986 bylo zrekonstruováno. Postupně získalo oblibu mezi inscenátory muzikálů díky velkému jevišti a kapacitě 1761 míst v hledišti.

## Významné produkce
- 1930 Newyorčané
- 1932 Troilus a Cressida
- 1939 Disneyho film Fantasia
- 1940 Too Many Girls
- 1942 Moje sestra Eileen
- 1943 Dáma ve tmě, Carmen Jones
- 1946 Beggar's Holiday
- 1948 The Cradle Will Rock, High Button Shoes
- 1951 Where's Charley?, Oklahoma!
- 1952 Kiss Me, Kate
- 1953 South Pacific
- 1956 Pan báječný
- 1957 The Most Happy Fella; Shinbone Alley
- 1958 The Body Beautiful
- 1959 West Side Story, Gypsy
- 1960 The Music Man
- 1961 Fiorello!, Kean
- 1962 My Fair Lady, I Can Get It for You Wholesale
- 1965 Baker Street
- 1966 Funny Girl
- 1968 Kabaret
- 1969 Mame
- 1970 Šumař na střeše
- 1972 Dude
- 1974 Candide
- 1976 Guys and Dolls
- 1977 The Wiz
- 1979 Evita
- 1983 Zorba
- 1984 Tři mušketýři
- 1985 Král a já
- 1986 Hairspray
- 1987 Les Misérables
- 1991 Miss Saigon
- 2004 Bombay Dreams
- 2005 Purpurová barva